# Georg Hänel (Politiker)
Georg Bruno Hänel (* 23. April 1883 in Kassel; † 20. November 1936 in Hertingshausen (Baunatal)) war ein deutscher Glasermeister und Politiker (Handwerkerbund).

## Leben
Hänel war der Sohn des Schmiedes Bruno Friedrich Hänel (1855–1918) und dessen Ehefrau Maria, geborene Ludewig (* 1850). Er heiratete am 4. Juli 1809 in Kassel Anna Elisabeth Heine(* 1885). Hänel war bis 1907 Glasermeisterin Kassel, anschließend in Bad Wildungen. 1925–1929 war er für den Handwerkerbund Abgeordneter in der Waldecker Landesvertretung. Zum 1. Mai 1932 trat er der NSDAP bei (Mitgliedsnummer 1.119.193) und wurde 1936 Erster Beigeordneter der Stadt Bad Wildungen. 